# 矢沢宰
矢沢 宰（やざわ おさむ、1944年5月7日 - 1966年3月11日）は新潟県見附市出身の詩人。

## 略歴
- 1944年（昭和19年）5月7日、父の勤務先だった中華民国江蘇省海州に生まれる。
- 1945年（昭和20年）7月、父の現地召集に伴って、母の出身地だった新潟県見附市河野町（当時は古志郡上北谷村）に移住する。
- 1951年（昭和26年）4月、見附市立上北谷小学校に入学。
- 1952年（昭和27年）12月、復員した父から感染して腎臓結核を発症する。
- 1953年（昭和28年）4月、新潟大学医学部附属病院で右腎摘出手術を受ける。その後は入退院を繰り返し、小学校にもほとんど行くことができなかった。
- 1957年（昭和32年）12月、残った左腎臓にも結核発病。
- 1958年（昭和33年）3月、同級生より1年遅れて小学校を卒業する。同年、県立三条結核病院小児科に入院する。宰が14歳の同年10月頃より詩を、11月頃より日記をつづり始める。病は重く、絶対安静を命じられていた宰は、手鏡で周りを見ては鉛筆で大学ノートに詩や文章を書きつづった。
- 1959年（昭和34年）5月、詩集「それでも」を手づくりで編む。
- 1960年（昭和35年）8月、詩集「詩の散歩」を自装で編む。
- 1961年（昭和36年）4月、病状の回復に伴い、病院併設の県立三条養護学校に入学する。
- 1963年（昭和38年）3月、養護学校中学部を特別進級で卒業する。奇跡的な回復を見せて5年ぶりに退院し、自宅に戻る。同年4月、新潟県立栃尾高等学校に入学、文芸部に所属する。
- 1965年（昭和40年）3月、腎臓結核が再発し、三条結核病院に再入院する。
- 1966年（昭和41年）、劇症肝炎を併発し、3月11日に21歳で死去。
  - 宰の没後、栃尾高校文芸部により遺稿詩集「それでも」が発行される。また三条結核病院の有志ほかにより、遺稿詩集「光る砂漠」が自費出版される。
  - 母のレウが、この2編を毎日新聞「母と子のうた」の担当者である周郷博に送ったことがきっかけで、宰の詩が同欄に掲載されて大きな反響を呼ぶ。

## 著書
- 光る砂漠――矢沢宰遺稿詩集（岡田忠雄等編、私家、1967年） - 同題のものが南北社（『光る砂漠――第一に死が』1968年）、童心社（周郷博編、薗部澄写真『光る砂漠――矢沢宰詩集』1969年）、沖積舎（『光る砂漠――第一に死が』1995年）から出版されている。
- 足跡――矢沢宰《光る砂漠》日記編（周郷博編、童心社、1970年）
- 少年――矢沢宰詩集（周郷博編、サンリオ出版、1974年） - 『光る砂漠』の増補改訂版
- 矢沢宰詩抄（大久保浩二編、見附市文芸協会、1991年）
- 矢沢宰詩集――光る砂漠（思潮社、2016年）

## 備考
- 見附市の大平森林公園に詩碑がある。
- 矢沢宰記念事業実行委員会では、18歳以下を対象に全国から創作詩を募集する『矢沢宰賞』を設け、彼の業績をたたえ続けている。
- 彼の詩は萩原英彦、木下牧子、小栗克裕らによって作曲されている。なかでも、萩原が1971年に作曲した合唱組曲「光る砂漠」は、秋山和慶、福永陽一郎、山田一雄、岸信介によって録音されており、全日本合唱連盟が選定した、日本の合唱作品100選に選ばれている。
- 見附市の市報「広報みつけ」2020（令和2）年6月号より、矢沢宰の詩や日記をモチーフに採った4コマ漫画「オサムちゃんみぃつけた！」（作者は見附市在住のデザイナー、イラストレーターの村上徹）の連載が開始される。